# Grant Richards
Pour les articles homonymes, voir Richards.
Grant Richards est un acteur américain né le 21 décembre 1911 à New York, en Caroline du Nord (États-Unis), décédé le 4 juillet 1963 à Los Angeles (Californie).

## Filmographie
- 1936 : Hopalong Cassidy Returns : Bob Claiborne
- 1937 : Night of Mystery : Philo Vance
- 1937 : On Such a Night : Nicky Last
- 1937 : Love on Toast : Clark Sanford
- 1938 : My Old Kentucky Home : Larry
- 1938 : Under the Big Top : Pablo
- 1938 : Trois du cirque (Under the Big Top) de Karl Brown
- 1939 : Risky Business : Jack Norman
- 1939 : Inside Information : Bixby
- 1940 : Isle of Destiny (en) d'Elmer Clifton : Lt. Allerton
- 1942 : Le Témoin disparu (Just Off Broadway) de Herbert I. Leeds : District Attorney John F. McGonagle
- 1951 : Door with No Name (série TV) : Doug Carter (1951)
- 1951 : Love of Life (série TV) : Warren Nash (1952-1953)
- 1959 : Guns, Girls, and Gangsters : Joe Darren
- 1959 : Inside the Mafia (en) d'Edward L. Cahn : Johnny Lucero
- 1960 : The Four Skulls of Jonathan Drake : Lt. Jeff Rowan
- 1960 : Oklahoma Territory (en) : Bigelow
- 1960 : Twelve Hours to Kill : Jim
- 1960 : The Music Box Kid : Chesty Miller
- 1961 : You Have to Run Fast : 'Big Jim' Craven
- 1961 : Secret of Deep Harbor (en) : Rick Correll
- 1961-1963 : Les Incorruptibles (8 épisodes) (série TV) : Frankie Resko